# Natala Basarab
Natalia Kazymyriwna Basarab (ukr. Наталя Казимирівна Басараб; ur. 23 kwietnia 1954 w Jankowcach) – ukraińska malarka.

## Biografia
Ukończyła wydział dekoracyjno-artystyczny Tarnopolskiego Koledżu Spółdzielczego (1975).  Znaczącą rolę w kształtowaniu artystki odegrały wykłady Ihora Dudy. Pracowała jako artysta-dekorator w Centralnym Domu Towarowym w Tarnopolu (1975–1993), malarka w Szkole Średniej nr 6 w Tarnopolu (1993).

## Twórczość
Do tworzenia obrazów używa farb olejnych, ptasich piór, malarstwa na szkle, jedwabiu i aplikacji; od 1999 roku tworzy lalki. W 2022 r. namalowała serię kobiecych portretów Ukrainki (Ukrainky, 20 obrazów).
Uczestniczka wystaw sztuki od 1975 r.; wystawy indywidualne w Tarnopolu (osiem od 1994 r.), Kijowie (1998 r.); we Francji (2001, 2004) i innych. W 2013 r. artystka otworzyła salon sztuki w swoim mieszkaniu studyjnym.
Jej prace znajdują się między innymi w Tarnopolskim Obwodowym Muzeum Krajoznawstwa i Tarnopolskim Obwodowym Muzeum Sztuki, a także w prywatnych kolekcjach na Ukrainie, w Niemczech, Polsce, Rosji, USA i Francji.

## Uszanowanie
Z okazji jej 70-lecia wydano kopertę pocztową ze znaczkiem przedstawiającym obraz „Molytwa”.